# Schloss Oranienstein

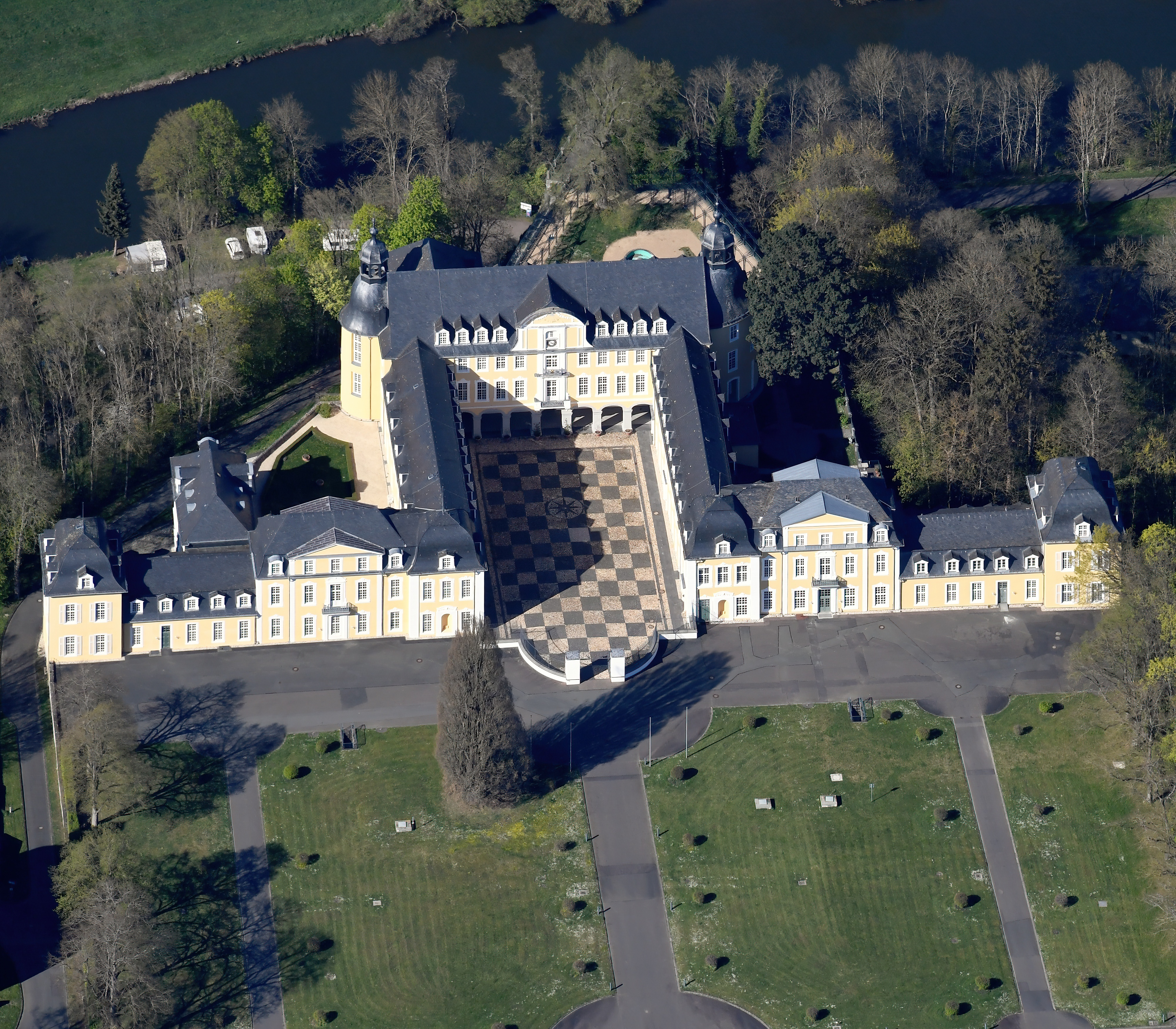
Das Schloss Oranienstein aus der Vogelperspektive

Schloss Oranienstein in Diez an der Lahn wurde 1672 bis 1681 auf den Ruinen des ehemaligen Benediktinerinnenklosters Dierstein erbaut. Es gehörte bis 1815 den Grafen bzw. Fürsten von Nassau-Dietz, von denen das niederländische Königshaus abstammt.
Schloss Oranienstein ist eines von vier nach dem Hause Oranien benannten Schlössern in Deutschland. Neben Oranienstein sind dies Schloss Oranienburg in Brandenburg und Schloss Oranienbaum in Anhalt. Sie wurden für vier Schwestern errichtet, die aus diesem Hause gebürtig waren. Das vierte, Schloss Oranienhof bei Bad Kreuznach, existiert nicht mehr. Schloss Oranienstein sollte als Witwensitz für die Diezer Gräfin Albertine Agnes von Oranien-Nassau dienen.

## Bau und Geschichte bis zum Ende des Zweiten Weltkriegs

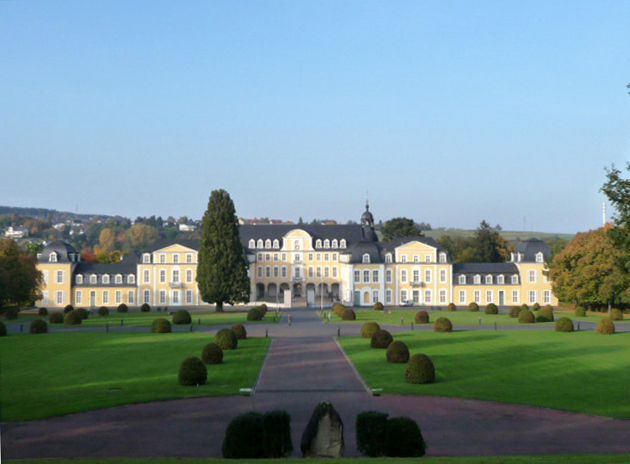
Schloss Oranienstein

Beim ursprünglichen Bau des Schlosses Oranienstein wurden Teile der romanischen Klostergebäude mit eingebaut. 1704 bis 1709 wurde das Schloss unter Albertines Schwiegertochter Henriette Amalie erstmals umgebaut. Die Pläne für den Umbau zum Barockschloss lieferte der Architekt Daniel Marot, ein Sohn des Erbauers der Anlagen von Versailles. Im Wesentlichen entstand damals der auch heute noch vorhandene, fünfflügelige Baukörper. Die reichen Stuckverzierungen stammen von den Italienern Eugenio Castelli und Antonio Gentone, die Deckenmalereien galten lange als Werk des Niederländers Jan van Dyk, stammen tatsächlich jedoch von Carlo Lodovico Castelli, dem Bruder des Stuckateurs.
Mit der Vereinigung aller ottonischen Linien des Hauses Nassau und der Neugliederung der Herrschaft verlor Schloss Oranienstein 1743 die Bedeutung des Residenzschlosses zu Gunsten der Residenz in Dillenburg. Erst ab 1801 nutzte mit Wilhelm V. von Oranien wieder ein Mitglied des Hauses Nassau Oranienstein als Residenz. Wilhelm V. von Oranien beauftragte Friedrich Ludwig von Sckell mit der Planung für die Gartengestaltung des Schlosses.
Im Jahr 1806 fiel das Schloss an das Großherzogtum Berg. Napoleon ließ 1811 die gesamte Ausstattung des Schlosses versteigern. Nach dem Wiener Kongress fiel Oranienstein dem neu gebildeten Herzogtum Nassau zu.
1866, nach dem Deutschen Krieg, bei dem Nassau auf der Seite des Verlierers Österreich stand, wurde das Herzogtum als zukünftiger Regierungsbezirk Preußen zugeschlagen. Anfänglich plante die preußische Regierung, in dem Schloss die Provinzial-Psychiatrische Klinik unterzubringen, was nach Protesten des niederländischen Königshauses jedoch unterblieb. Ein Jahr später richtete Preußen in Oranienstein eine Kadettenanstalt ein. In den folgenden Jahren (1874–1876) wurde das Schloss um Kasernenbauten erweitert. In den Jahren 1900 bis 1907 folgten weitere Verwaltungsgebäude.
Nach dem Ersten Weltkrieg wurde die Kadettenanstalt aufgelöst und das Schloss von französischen Truppen besetzt. Anlässlich des 600-jährigen Bestehens der Stadt Diez 1929 erfolgte die Renovierung und Freigabe des Schlosses; gleichzeitig wurde hier das „Nassauische Heimatmuseum“ untergebracht. In der Zwischenkriegszeit bestand auf dem Gelände auch eine Rebschule. 1932 war im Schloss eine Arbeitsdienstführerschule untergebracht. Von 1934 bis 1945 wurde das Schloss als „Nationalpolitische Erziehungsanstalt“ verwendet.

## Geschichte nach dem Zweiten Weltkrieg und Nutzung durch die Bundeswehr
Nach dem Zweiten Weltkrieg beschlagnahmten zunächst die Franzosen das Schloss mit sämtlichen Nebengebäuden. In deren Rechtsnachfolge fiel Oranienstein 1947 an das neu gegründete Land Rheinland-Pfalz, das jedoch die erheblichen Kosten für die Kriegs- und Folgeschäden nicht aufbringen konnte. 1957 hatte sich im niederländischen Delft die Stiftung Je Maintiendrai Nassau konstituiert, die es als ihre Aufgabe ansah, Sorge für die Unterhaltung sämtlicher an das Haus Nassau-Oranien erinnernde Bauwerke zu tragen.
Durch eine Denkschrift des Museums- und Geschichtsvereins Diez über die Wiederverwendung des Schlosses Oranienstein veranlasst, gelang es dem damaligen rheinland-pfälzischen Ministerpräsidenten Peter Altmeier, den damaligen Bundesminister für Verteidigung Franz Josef Strauß für die Übernahme des Schlosses durch die Bundeswehr zu gewinnen. Das Bundesministerium der Verteidigung veranlasste eine umfassende Renovierung und Restaurierung der wertvollen Stuckarbeiten und Deckengemälde. Die feierliche Übergabe an die Bundeswehr und die gleichzeitige Eröffnung des „Oranien-Nassau-Museums“ fand am 23. Mai 1962 statt.
Als erstes zog der in Andernach ab 1. Juli 1956 noch als Quartiermeisternachschubbataillon 907 gebildete, später in Quartiermeisterbataillon 907 umbenannte Verband mit seinem Stab in das Schloss Oranienstein am 27. Februar 1958 ein. Die zu ihm gehörenden Kompanien kamen schrittweise in der Wilhelm-von-Nassau-Kaserne unter.  Am 1. April 1959 wurde das Bataillon abermals umbenannt in Materialbataillon 310. Am 1. Juli 1960 konnte das gesamte Bataillon in die neue Freiherr-vom-Stein-Kaserne in Diez einziehen. Am 1. April 1962 wurde aus dem Materialbataillon 310 das Nachschubbataillon 310. Im August 1996 kehrte der Stab des Nachschubbataillon 310 wieder in das Schloss Oranienstein zurück und verblieb hier bis zur Auflösung des Bataillons im Jahr 2002. Teile des Nachschubbataillon 310 wurden zur Aufstellung des Logistikregiments 46 in Diez herangezogen.
Das Quartiermeisterbataillon 5, das 1957 in der Wilhelm-von-Nassau-Kaserne in Diez als Einheit der 5. Panzerdivision aufgestellt worden war, wurde zum 31. März 1959 aufgelöst, da nach der Heeresstruktur 2 auf Brigadeebene jeweils ein Versorgungsbataillon aufzustellen war. Zum 1. April 1959 erfolgte daher die Umgliederung des Bataillonsstabes zum Versorgungsbataillon 156, der Umzug ins Schloss Oranienstein und die Unterstellung unter die Panzerbrigade 15. 1969 verlegte das gesamte Bataillon in die neu errichtete Alsberg-Kaserne nach Rennerod. Mit der Heeresstruktur III wurde das Versorgungsbataillon 156 im Jahre 1972 wieder aufgelöst sowie zum 1. Oktober die Nachschubkompanie 150 und die Instandsetzungskompanie 150 am Standort Rennerod gebildet. Beide Kompanien waren der Panzerbrigade 15 unterstellt. Sie verblieben dort bis zu ihrer Auflösung im Jahre 1993 (Instandsetzungskompanie 150) und 1994 (Nachschubkompanie 150).
Auf dem Truppenübungsplatz Grafenwöhr wurde ab 15. August 1956 das Panzerartillerieregiment 5 aufgestellt und im März 1957 in die Deines-Bruchmüller-Kaserne nach Lahnstein verlegt. 1960 erfolgte dann der Umzug in das Schloss Oranienstein und dort die Umbenennung in Artillerieregiment 5. Es verblieb dort bis zum 31. Dezember 1979. Am 1. Januar 1980 fusionierte die Einheit schließlich mit dem Artillerielehrregiment in Idar-Oberstein zum Artillerielehrregiment 5.
Die am 1. August 1956 auf dem Truppenübungsplatz in Grafenwöhr aufgestellte 5. Panzerdivision bezog zunächst 1957 die Gneisenau-Kaserne in Koblenz, bevor am 1. Mai 1962 der Stab in das Schloss Oranienstein nach Diez verlegte. Hier verblieb der Sitz der 5. Panzerdivision bis zum 1. April 1994. Durch die Zusammenlegung des Wehrbereichskommandos IV mit der 5. Panzerdivision am selben Tage wurde die Generalfeldzeugmeister-Kaserne Mainz zur neuen Heimat der 5. Panzerdivision. Am 1. Juli 2001 wurde das Wehrbereichskommando IV umgegliedert und erhielt die neue Nummer II. Die 5. Panzerdivision wurde hingegen zum 30. September 2001 aufgelöst. In den 1980ern waren im Schloss Oranienstein das Verbindungskommando Luftwaffe zum Divisionskommando der 5. Panzerdivision und die Mobilmachungsvorbereitungsgruppe der Division untergebracht.
Mit dem Divisionskommando zog 1962 auch die bereits 1956 auf dem Truppenübungsplatz Grafenwöhr aufgestellte und seither dort beheimatete Feldjägerkompanie 5 der 5. Panzerdivision in das Schloss Oranienstein ein. Die Feldjägereinheit verblieb hier bis zu ihrer Auflösung 1979.
Der Frontnachrichtenzug 5 der 5. Panzerdivision war als Geräteeinheit von seiner Aufstellung am 1. April 1964 bis zur Auflösung am 30. September 1997 im Mobilmachungsstützpunkt des Schlosses eingelagert.
Zwischen dem 1. Oktober 1975 und ihrer Auflösung am 31. Dezember 2007 war die Reservelazarettgruppe 7406 als Geräteeinheit im Mobilmachungsstützpunkt des Schlosses eingelagert.
Als Geräteeinheit wurde am 1. September 1976 das Wehrgericht bei der 5. Panzerdivision aufgestellt und im Mobilmachungsstützpunkt des Schlosses bis zur Auflösung am 31. März 2002 vorgehalten.
Für die Zuführung von Ersatzpersonal im Verteidigungsfall waren während des Kalten Krieges am Standort das Wehrleit- und Ersatzbataillon 852 sowie das Feldersatzbataillon 52 als Geräteeinheiten beheimatet. Auch die Führerreserve II für das III. Korps war im Mobilmachungsstützpunkt des Schlosses untergebracht.
In der ersten Hälfte der 1990er Jahre fanden im Schloss Oranienstein umfassende Renovierungsarbeiten statt, die 1994 abgeschlossen wurden.
Das am 1. Mai 1963 in Zweibrücken aus dem Transportbataillon 310 gebildete Transportbataillon 370 wurde zunächst ab 12. September 1963 in der Hochwald-Kaserne Hermeskeil stationiert und am 1. April 1993 nach Diez und Montabaur verlegt. Der Sitz des Bataillons wurde im Schloss Oranienstein eingerichtet. Am 26. März 2003 erfolgte die Auflösung des Bataillons. Die Einheit ging im Logistikregiment 46 auf.
Am 1. Oktober 1993 wurde am Standort das teilaktive Lazarettregiment 74 gebildet, das bis zu seiner Auflösung am 31. Oktober 2007 hier verblieb.
Die am 1. Oktober 1981 in der Gneisenau-Kaserne in Koblenz durch Umbenennung der Panzerbrigade 14 entstandene Panzerbrigade 34, die 1990 den Beinamen „Koblenz“ erhalten hatte, zog am 1. April 1994 mit Stab und Stabskompanie in das Schloss Oranienstein nach Diez um. Hier verblieb sie bis zu ihrer Auflösung am 15. März 2002.
Das in der Zuständigkeit des Wehrbereichskommandos IV am 1. April 1988 in der Generalfeldzeugmeister-Kaserne Mainz gebildete Unterstützungskommando 4, das im Verteidigungsfall den Einsatz des V. US-Corps mit dem 3rd Corps Support Command vorbereiten sollte, wurde am 16. Mai 1994 nach Diez in das Schloss Oranienstein verlegt. Drei Jahre später, am 31. März 1997, wurde es schließlich aufgelöst.
Das gemischte Lazarettregiment 13 (nichtaktiv) wurde im Zuständigkeitsbereich des III. Korps am 1. Oktober 1996 in Diez gebildet. Sein Gerät war im Mobilmachungsstützpunkt des Schlosses eingelagert. Es wurde zum 31. Oktober 2007 aufgelöst.
Die teilaktive Frontnachrichtenlehrkompanie wurde 1970 in der ehemaligen Gendarmeriekaserne in Bad Ems aufgestellt und am 1. Oktober 1971 in die Freiherr-vom-Stein-Kaserne nach Diez verlegt. Zwischen 1979 und 1980 war sie als teilaktive Frontnachrichtenkompanie 300 bezeichnet, kehrte jedoch 1980 wieder zum alten Namen zurück. 1999 zog die Einheit ins Schloss Oranienstein um und ging 2002 im neu am Standort gebildeten Feldnachrichtenzentrum der Bundeswehr auf. Am 31. März 2008 wurde auch das Feldnachrichtenzentrum aufgelöst.
Ab 1. Oktober 2001 wurde das Sanitätskommando II im Schloss Oranienstein aufgestellt. Der Indienststellungsappell fand im April 2002 statt. Das Kommando war im Schloss bis zu seiner Auflösung am 31. Dezember 2012 beheimatet. Am 1. Januar 2013 entstand aus dem Sanitätskommando II das neue Kommando Regionale Sanitätsdienstliche Unterstützung, das bis heute seinen Sitz im Schloss Oranienstein hat. Zudem befinden sich seit 1. Februar 2006 die Verstärkungsreserve Bezirks- und Kreisverbindungskommandos, seit 1. Januar 2007 die Verstärkungsreserven Klinik 1 bis 9 und die Verstärkungsreserve Aufnahme- und Verteilerorganisation sowie seit 1. Januar 2009 die Verstärkungsreserve Unterstützungspersonal Führung im Schloss, die zunächst dem Sanitätskommando II und heute dem Kommando Regionale Sanitätsdienstliche Unterstützung dienen.
Zwischen dem 1. Januar 2007 und dem 31. Januar 2013 waren Teile Limburg des Landeskommandos Hessen der Bundeswehr im Schloss Oranienstein untergebracht.
Seit 1. April 2012 hat die Lion Hellmann Bundeswehr Bekleidungsgesellschaft m. b. H. ihre Servicestation Diez auf Schloss Oranienstein eingerichtet.
Im Schloss Oranienstein war die Standortfernmeldeanlage 415/411 eingerichtet.
Für die medizinische Versorgung war am Standort ab dem 1. Juli 1972 der Sanitätsbereich 41/3 mit Material ausgestattet.